# Schrankia albistrigatis
Schrankia albistrigatis är en fjärilsart som beskrevs av Adrian Hardy Haworth 1809. Schrankia albistrigatis ingår i släktet Schrankia och familjen nattflyn. Inga underarter finns listade.